# Municipio de Spring Ranch
El municipio de Spring Ranch (en inglés: Spring Ranch Township) es un municipio ubicado en el condado de Clay en el estado estadounidense de Nebraska. En el año 2010 tenía una población de 157 habitantes y una densidad poblacional de 1,7 personas por km².

## Geografía
El municipio de Spring Ranch se encuentra ubicado en las coordenadas 40°23′38″N 98°13′19″O / 40.39389, -98.22194. Según la Oficina del Censo de los Estados Unidos, el municipio tiene una superficie total de 92.3 km², de la cual 92,3 km² corresponden a tierra firme y (0 %) 0 km² es agua.

## Demografía
Según el censo de 2010, había 157 personas residiendo en el municipio de Spring Ranch. La densidad de población era de 1,7 hab./km². De los 157 habitantes, el municipio de Spring Ranch estaba compuesto por el 98,73 % blancos, el 0,64 % eran afroamericanos y el 0,64 % eran de una mezcla de razas. Del total de la población el 0,64 % eran hispanos o latinos de cualquier raza.